# Wladimir Pawlowitsch Rjabuschinski

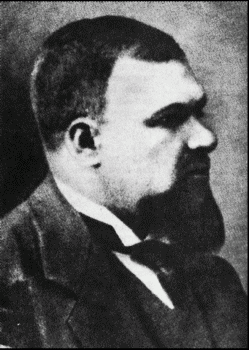
Wladimir Pawlowitsch Rjabuschinski (etwa 1910)

Wladimir Pawlowitsch Rjabuschinski (russisch Владимир Павлович Рябушинский; * 13. Julijul. / 25. Juli 1873greg. in Moskau; † 7. Oktober 1955 in Paris) war ein russischer Unternehmer und Bankier.

## Leben
Rjabuschinski war der dritte Sohn des altgläubigen Unternehmers Pawel Michailowitsch Rjabuschinski. Seine Mutter Alexandra Stepanowna war die Tochter  des reichen Getreidehändlers Stepan Tarassowitsch Owssjannikow, der 1874 wegen Brandstiftung bei einem Konkurrenten zu Freiheitsverlust verurteilt wurde. Rjabuschinski schloss 1891 seine Ausbildung an der Moskauer Akademie für Angewandte Handelswissenschaften mit einer Goldmedaille ab. Es folgte ein Studium an der Universität Heidelberg. Darauf trat er in das väterliche Unternehmen ein.
Rjabuschinski leitete zusammen mit seinen Brüdern Pawel und Michail das Finanzwesen der Familienfirma. Sie waren Gründer und Teilhaber des Bankhauses Gebrüder Rjabuschinski (1902–1912). Das Bankgebäude wurden 1904 von Fjodor Ossipowitsch Schechtel gebaut.
Während der Russischen Revolution 1905 gründete Rjabuschinski zusammen mit anderen den Bund des 17. Oktober und 1906 die liberale Partei der friedlichen Erneuerung, deren Führer Graf Pjotr Alexandrowitsch Geiden, Michail Alexandrowitsch Stachowitsch, Dmitri Nikolajewitsch Schipow, Nikolai Nikolajewitsch Lwow und Fürst Jewgeni Nikolajewitsch Trubezkoi waren. 1913 und 1917 wurde Rjabuschinski als stimmberechtigtes Mitglied in die Moskauer Stadtduma gewählt.
1916 gründete Rjabuschinski mit seinen Brüdern Sergei und Stepan und den Unternehmern Alexander Wassiljewitsch Kusnezow und Nikolai Alexandrowitsch Wtorow das erste russische Automobilunternehmen, die Moskauer Automobilgesellschaft (AMO). Die Produktion wurde so organisiert, dass leicht auf die Produktion von Flugzeugen umgestellt werden konnte, zumal Rjabuschinskis Bruder Dmitri das erste russische Aerodynamik-Institut gegründet hatte.
Den Ersten Weltkrieg machte Rjabuschinski als Freiwilliger mit. Er organisierte eine Autoabteilung, wurde schwer verwundet und erhielt das Georgskreuz IV. Klasse. Nach der Februarrevolution 1917 unterstützte er den Putschversuch Lawr Georgijewitsch Kornilows. Während des Russischen Bürgerkriegs gehörte er zu den Organisatoren der Weißen Bewegung in Russland und Frankreich. Im November 1918 beteiligte er sich an dem Treffen russischer Vertreter mit Diplomaten der Entente in Iași zur Organisation des Kampfs gegen die Bolschewiki. 1920 nahm er als Experte an der Wirtschaftskonferenz bei General Pjotr Nikolajewitsch Wrangel auf der Krim teil.
1927 gründete Rjabuschinski in Paris die Gesellschaft Ikona zur Verbreitung des Wissens von den russischen Ikonen in der russischen und französischen Gesellschaft und leitete sie dann bis 1951, worauf er ihr Ehrenvorsitzender wurde. Er verfasste eine Reihe von Aufsätzen zur Ikonenmalerei, zu den Traditionen der russischen Kaufmannschaft und über die Altgläubigen.
Rjabuschinski war verheiratet mit Wera Andrejewna Chutarewa (1886–1943) und letzter Besitzer des Herrenhauses Nikolskoje-Prosorowskoje (bis 1917) nicht weit von Marfino. Er wurde auf dem Russischen Friedhof von Sainte-Geneviève-des-Bois begraben.